# Sam Dorman
Sam Dorman (30 de agosto de 1991) é um saltador estadunidense, medalhista olímpico. 

## Carreira

### Rio 2016
Dorman representou seu país nos Jogos Olímpicos de Verão de 2016, na qual conquistou uma medalha de prata, no trampolim sincronizado com Michael Hixon. 